# St John's Castlerigg and Wythburn
St John's Castlerigg and Wythburn is een civil parish in het bestuurlijke gebied Allerdale, in het Engelse graafschap Cumbria. In 2001 telde het dorp 407 inwoners.